# Santa Margarita (galeone 1622)
Il galeone da 25 cannoni Santa Margarita faceva parte della Flota de Tierra Firme del 1622, e naufragò lungo le coste della Florida con a bordo un grande tesoro il 6 settembre dello stesso anno.

## Storia
Il Santa Margarita era un galeone spagnolo di 600 tonnellate di dislocamento, armato di venticinque cannoni. Nel 1622 prestava servizio nella Flota de Tierra Firme, composta da 28 navi, che doveva trasferire in Spagna un enorme carico di tesori saccheggiati del Nuovo Mondo. Al comando della flotta vi era il capitano generale Lope Díez de Armendáriz.  Ufficialmente a bordo del Santa Margarita si trovavano 166.574 monete d'argento in "pezzi da otto", più di 550 lingotti d'argento del peso di circa 10.000 libbre e oltre 9.000 once d'oro sotto forma di lingotti, e altro. Inoltre, a bordo vi erano numerosi beni preziosi di contrabbando, non denunciati per evitare di pagare la tassa del 20% a beneficio della Corona spagnola. La Santa Margarita trasportava anche altri beni sotto forma di rame, argenteria, indaco e oggetti personali degli ufficiali, dei passeggeri e dei membri dell'equipaggio, inclusi strumenti medici, strumenti di navigazione, monete d'oro.
L'arrivo della flotta era atteso in Patria con ansia, in quanto la Spagna era in guerra con la Gran Bretagna da 30 anni, e una simile quantità di beni preziosi avrebbe riempito le casse reali consentendo loro di saldare i prestiti contratti con i finanziatori, riducendo nel contempo la pressione sulla casse del Regno. La flotta lasciò l'isola di Cuba il 4 settembre, con sei settimane di ritardo sulla data prevista, ma due giorni dopo fu investita da un uragano mentre si trovava vicino alle Marquesas Keys nello stretto della Florida, un'area conosciuta dagli spagnoli come Matecumbe. In pochi giorni otto navi fecero naufragio, comprese il Santa Margarita, il Nuestra Señora del Rosario, il Consolacion,  e il Nuestra Señora de Atocha. Più di 500 passeggeri e membri dell'equipaggio morirono annegati, e tra questi 142 erano imbarcati sul Santa Margarita. Testimoni oculari a bordo di un'altra nave della flotta osservarono la Santa Margarita mentre veniva trascinata sulla cresta di un'onda sopra una barriera corallina e spinta con forza in un banco di sabbia, dove il vento e la forza delle onde fecero a pezzi la nave. Questo disastro fu una grave battuta d'arresto per la Spagna, la cui supremazia nel mondo era sostenuta dalla ricchezza delle Indie.
Il primo tentativo di trovare le navi naufragate e salvare i superstiti fu intrapreso quasi immediatamente dal marinaio spagnolo capitano Gaspar de Vargas. Vargas trovò i resti del Nuestra Señora del Rosario e salvò sia i suoi sopravvissuti che il suo carico, ma rientrò in Spagna nel 1623 senza aver trovato il Nuestra Senora del la Atocha e il Santa Margarita. 
Nel 1624 un uomo politico de l'Avana, Francisco Melian, ottenne un contratto reale per il salvataggio per i galeoni della flotta. Egli produsse un'attrezzatura straordinaria per quel tempo, una campana subacquea che permetteva ai suoi subacquei di vedere e respirare mentre lavoravano sott'acqua. Questa invenzione permise a un subacqueo che si trovava in stato di schiavitù di individuare il primo tesoro del Santa Margarita e conquistare la sua libertà.
Melian continuò, con un certo successo, per diversi anni nei tentativi di recupero tesori dal galeone, anche se i lavori erano spesso interrotti dal tempo e dalle forze navali olandesi. Alla fine, tuttavia, i lavori di ricerca e di recupero divennero irrealizzabili e terminarono definitivamente, mentre una vasta parte dei tesori trasportati dal galeone rimase sepolta nelle profonde sabbie mobili dello stretto della Florida.
Nel 1980, in gran parte grazie alla ricerca d'archivio condotta dal dottor Eugene Lyon, oggi riconosciuto come la massima autorità al mondo sulla storia della flotta del tesoro del 1622, una squadra guidata da Mel Fisher scoprì una porzione lunga 23 piedi del Santa Margherita. Sono stati recuperati circa 25 milioni di dollari in tesori e manufatti antichi. Cinque anni dopo, a sole tre miglia di distanza, la squadra di Fisher scoprì la sezione inferiore dello scafo del naufragio della Nuestra Señora de Atocha  , portando così al recupero di beni per altri 400 milioni di dollari. Il titolo di entrambi i naufragi è stato assegnato all'organizzazione Fisher dalla giurisdizione dell'Ammiragliato del tribunale distrettuale degli Stati Uniti per il distretto meridionale della Florida e dalla Corte Suprema degli Stati Uniti d'America. 

### Fonti
1. 1 2 3 4 5 6 7 8 9 10 11 12 13 14 15 16  Mirror on Line.
2. ↑  Wrecksite.
3. 1 2 3  Neely 2019, p. 84.
4. 1 2 3  Kreweofsantamargarita.